# Madeira (flod)
Rio Madeira rinner upp i Bolivia och är en 3 350 km lång biflod till Amazonfloden. Den är Amazonas största och även världens längsta biflod och dess avrinningsområd är  1 200 000 km² stort. Madeira betyder "trä" på portugisiska och namnet valdes troligen på grund av att stora mängder träd slits upp med rötterna och driver längs floden under de rikliga regnen mellan december och februari. Innan portugiserna kom dit kallades floden Cayary,  vita floden.
Rio Madeira bildas vid sammanflödet av floderna Mamoré och Beni varav Mamoré är den längsta och vattenrikaste och därför betraktas som Madeiras övre lopp. Madeira rinner mot nordost ända till sin förening med Amasonfloden. Från tionde breddgraden har Madeira på en sträcka av 370 km en rad vattenfall och forsar, överst Guayará-mirim, nederst São Antonio-fallen, med en sammanlagd fallhöjd av omkring 60 m. Detta försvårar nyttjandet av floden för transportändamål. Vid högvatten är det dock möjligt  att passera alla vattenfall utom Theotoniofallet. Nedanför São Antonio-fallet, vid Porto Velho, blir floden åter segelbar för 5 m. djupgående fartyg och används i stor utsträckning för passagerar- och godstransport.
Nära mynningen till Atlanten sträcker Madeira ut en östlig sidoarm, Mirim de Canomá, till Amasonfloden, vilket bildar den 14 300 km² stora ön Tupinambaranas, och förenar sig på 24 meters höjd över havet med Amazonfloden.3°24′S 58°48′V / 3.400°S 58.800°V
Madeira är 2,5 km. bred vid mynningen.